# Holsteins Palæ
 For alternative betydninger, se Det Holsteinske Palæ.
Holsteins Palæ oprindelig kaldt Lützows Palæ og ligger i Stormgade 10 i Sokkelund Herred, Københavns Amt, Region Hovedstaden, Københavns Kommune. Hovedbygningen er opført i 1683-1687 og forhøjet og ombygget til rokokostil ved Jacob Fortling i 1756. Fortling var hofstenhugger og forsynede palæet med rig skulpturel dekoration. Han skabte også interiører i det indre, bl.a. trapperummet.
Palæet var vinterbolig for lensgreve Johan Ludvig Holstein, der som sommerbolig benyttede herregården Ledreborg.
Bygningen skal ikke forveksles med det nu forsvundne Holsteinske Palæ, der lå på Kongens Nytorv og var bolig for storkansler Ulrik Adolf Holstein til Holsteinborg, der tilhørte en anden gren af slægten Holstein.
Palæet er under ombygning til ejerboliger i 2016, men brød i brand 14 marts 2016, og fik betydelige skader.

## Ejere af Holsteins Palæ
- (1683-1700) H.U. Lützow
- (1700-1711) E.U. Does
- (1711-1718) V. von Eichstedt
- (1718-1726) A. Weyse
- (1726-1730) Johan Georg von Holstein
- (1730-1750) Johan Ludvig Holstein
- (1750-1780) Christian von Holstein
- (1780-1807) Slægten von Holstein
- (1807-1810) Christian Colbjørnsen
- (1810-1811) Amond Ammondsen
- (1811) Knud Bille Schack
- (1811-1827) Christian Cornelius Lerche
- (1827-1872) Kronen
- (1872-1971) Den almindelige Brandforsikring for Landbygninger
- (1971-) Boligministeriet